# Халс (обтяжка)
Халс-обтяжка (ист. Халс от на нидерландски: Hals – шия) – въже, превръзка, удържаща долния (халсов) ъгъл на предната шкаторина на косото ветрило.
Термина произхожда от закрепването на ветрилата към основата на мачтата, разпространено при малките ветроходни съдове в Нидерландия от началото на 14 век.
Съвременните халс-обтяжки могат да бъдат както регулируеми, така и нерегулируеми. Като правило, се опират на петата на гика. Един от видовете регулируема обтяжка носи името обтяжка на Кънингам (на английски: Cunningham).